# قائمة أنواع الأيلود
يوجد عدة أنواع من جنس الأيلود:	
- أيلود ثنائي الورق (الاسم العلمي: Elodea bifoliata)
- أيلود بهي الشعر (الاسم العلمي: Elodea callitrichoides)
- أيلود كندي (الاسم العلمي: Elodea canadensis)
- أيلود غرانادي (الاسم العلمي: Elodea granatensis)
- أيلود نوتالي (الاسم العلمي: Elodea nuttallii)
- أيلود جار النهر (الاسم العلمي: Elodea potamogeton)
- أيلود سميك الأوراق (الاسم العلمي: Elodea crassifolia)
- أيلود مصري (الاسم العلمي: Elodea egyptica)
- أيلود فورموزي (الاسم العلمي: Elodea formosa)
- أيلود فراسيري (الاسم العلمي: Elodea fraseri)
- أيلود ياباني (الاسم العلمي: Elodea japonica)
- أيلود أنيق (الاسم العلمي: Elodea pulchella)